# شينغو ياناجيساوا
شينغو ياناجيساوا (بالكانا:やなぎさわ しんご) هو ممثل هزلي ‏ وممثل ياباني، ولد في 6 مارس 1962 في اليابان.

## وصلات خارجية
- شينغو ياناجيساوا على موقع IMDb (الإنجليزية)
- شينغو ياناجيساوا على موقع ميوزك برينز (الإنجليزية)
- شينغو ياناجيساوا على موقع قاعدة بيانات الفيلم (الإنجليزية)